# Skryabin
Skryabin (em ucraniano: Скрябін) é uma banda de rock e pop ucraniana formada em 1989 em Novoyavorivsk, na Ucrânia, por Andriy "Kuzma" Kuzmenko.